# 韩颓
韩颓（?—?），北魏襄城王。
韩颓原为襄城公。皇兴三年（469年）十一月，襄城公韩颓进爵为襄城王。东莱人王道翼隐居韩信山四十余年，魏献文帝听说後，青州刺史韩颓遣使就山征召，王道翼赴国都平城。李惠弱冠之年承袭父爵，娶襄城王韩颓之女，生下二女，长女即魏孝文帝的母亲思皇后。太和四年（480年）正月戊午，襄城王韩颓有罪，削爵徙边。